# Hönö
Hönö is een plaats en eiland in de gemeente Öckerö in het landschap Bohuslän en de provincie Västra Götalands län in Zweden. De plaats heeft 5045 inwoners (2005) en een oppervlakte van 296 hectare. Het eiland maakt deel uit van het noordelijke deel van de Göteborg-archipel.

## Verkeer en vervoer
Bij de plaats loopt de Länsväg 155. Het eiland is de bereiken verbonden door middel van een brug met het eiland Öckerö. Ook vaart er meerdere malen per dag een veerboot van het op het vasteland gelegen plaatsje Hjuvik naar het eiland.